# Chelator chelatus
Chelator chelatus là một loài chân đều trong họ Desmosomatidae. Loài này được Stephensen miêu tả khoa học năm 1915.